# Tour Down Under 2009
El Tour Down Under 2009 fou l'onzena edició de la cursa ciclista Tour Down Under. La cursa es disputà entre el 20 i el 25 de gener de 2009 pels voltants d'Adelaida, Austràlia. El 2008 es convertí en la primera cursa ciclista no europea que s'integrà al ProTour.
Aquesta fou la primea cursa disputada per Lance Armstrong en el seu retorn a la competició ciclista.
L'australià Allan Davis (Quick Step), vencedor de tres etapes, s'imposa a la classificació general per davant de Stuart O'Grady (Team Saxo Bank) i José Joaquín Rojas (Caisse d'Epargne).

## Recorregut
El Tour Down Under conserva la fórmula adoptada el 2008 en el moment de l'accés al circuit ProTour: sis etapes precedides d'un critèrium disputat pels carrers d'Adelaida dos dies abans.
El recorregut d'aquesta edició ha estat modificat, respecte edicions precedents, per tal d'afegir-hi dues petites dificultats muntanyones: la segona etapa entre Hahndorf i Stirling finalitza en un circuit lleugerament ondulat, i el turó de Willunga és pujat dues vegades a la cinquena etapa. Aquests canvis es fan per aconseguir una carrera més animada, després que les sis etapes de l'edició del 2008 acabessin a l'esrpint.

## Resultats de les etapes

### Etapa 1, 20 de gener,Norwood-Mawson Lakes, 140 km
|   | Ciclista       | Equip          | Temps      |
| - | -------------- | -------------- | ---------- |
| 1 | Andre Greipel  | Team Columbia  | 3h 45' 27" |
| 2 | Baden Cooke    | Team UniSA     | m. t.      |
| 3 | Stuart O'Grady | Team Saxo Bank | m. t.      |

|   | Ciclista       | Equip                     | Temps      |
| - | -------------- | ------------------------- | ---------- |
| 1 | Andre Greipel  | Team Columbia - High Road | 3h 45' 16" |
| 2 | Baden Cooke    | Team UniSA                | + 5"       |
| 3 | Olivier Kaisen | Silence-Lotto             | + 5"       |

### Etapa 2, 21 de gener,Hahndorf-Stirling, 145 km
|   | Ciclista       | Equip            | Temps      |
| - | -------------- | ---------------- | ---------- |
| 1 | Allan Davis    | Quick Step       | 3h 46' 25" |
| 2 | Graeme Brown   | Rabobank         | m. t.      |
| 3 | Martin Elmiger | Ag2r-La Mondiale | + 2"       |

|   | Ciclista      | Equip                     | Temps      |
| - | ------------- | ------------------------- | ---------- |
| 1 | Allan Davis   | Quick Step                | 7h 31' 42" |
| 2 | André Greipel | Team Columbia - High Road | + 3"       |
| 3 | Graeme Brown  | Rabobank                  | + 4"       |

### Etapa 3, 22 de gener,Unley–Victor Harbor, 136 km
|   | Ciclista       | Equip          | Temps      |
| - | -------------- | -------------- | ---------- |
| 1 | Graeme Brown   | Rabobank       | 3h 15' 35" |
| 2 | Allan Davis    | Quick Step     | m. t.      |
| 3 | Stuart O'Grady | Team Saxo Bank | m. t.      |

|   | Ciclista       | Equip          | Temps       |
| - | -------------- | -------------- | ----------- |
| 1 | Allan Davis    | Quick Step     | 10h 47' 11" |
| 2 | Graeme Brown   | Rabobank       | m. t.       |
| 3 | Stuart O'Grady | Team Saxo Bank | + 5"        |

### Etapa 4, 23 de gener,Burnside Village-Angaston, 143 km
|   | Ciclista               | Equip            | Temps      |
| - | ---------------------- | ---------------- | ---------- |
| 1 | Allan Davis            | Quick Step       | 3h 29' 35" |
| 2 | Graeme Brown           | Rabobank         | m. t.      |
| 3 | José Joaquín Rojas Gil | Caisse d'Epargne | m. t.      |

|   | Ciclista       | Equip          | Temps       |
| - | -------------- | -------------- | ----------- |
| 1 | Allan Davis    | Quick Step     | 14h 16' 36" |
| 2 | Graeme Brown   | Rabobank       | + 4"        |
| 3 | Stuart O'Grady | Team Saxo Bank | + 15"       |

### Etapa 5, 24 de gener,Snapper Point-Willunga, 148 km
|   | Ciclista               | Equip            | Temps      |
| - | ---------------------- | ---------------- | ---------- |
| 1 | Allan Davis            | Quick Step       | 3h 28' 33" |
| 2 | José Joaquín Rojas Gil | Caisse d'Epargne | m. t.      |
| 3 | Martin Elmiger         | Ag2r-La Mondiale | m. t.      |

|   | Ciclista               | Equip            | Temps       |
| - | ---------------------- | ---------------- | ----------- |
| 1 | Allan Davis            | Quick Step       | 19h 26' 59" |
| 2 | Stuart O'Grady         | Team Saxo Bank   | + 25"       |
| 3 | José Joaquín Rojas Gil | Caisse d'Epargne | + 30"       |

### Etapa 6, 25 de gener,AdelaidaCouncil Circuit, 90 km
|   | Ciclista          | Equip        | Temps      |
| - | ----------------- | ------------ | ---------- |
| 1 | Francesco Chicchi | Liquigas     | 1h 42' 00" |
| 2 | Robbie McEwen     | Team Katusha | m. t.      |
| 3 | Graeme Brown      | Rabobank     | m. t.      |

|   | Ciclista               | Equip            | Temps       |
| - | ---------------------- | ---------------- | ----------- |
| 1 | Allan Davis            | Quick Step       | 19h 26' 59" |
| 2 | Stuart O'Grady         | Team Saxo Bank   | + 25"       |
| 3 | José Joaquín Rojas Gil | Caisse d'Epargne | + 30"       |

## Classificacions finals

### Classificació general

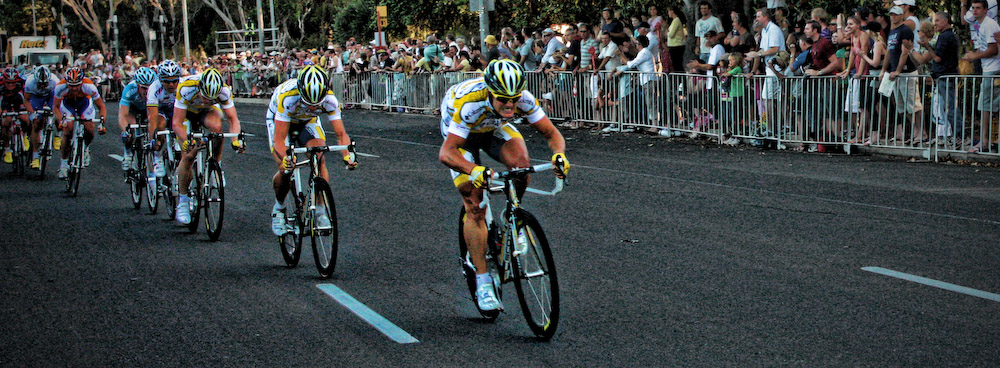
L'equip Columbia al davant del gran grup pels carrers d'Adelaida

|    | Ciclista               | Equip              | Temps       |
| -- | ---------------------- | ------------------ | ----------- |
| 1  | Allan Davis            | Quick Step         | 19h 26' 59" |
| 2  | Stuart O'Grady         | Team Saxo Bank     | + 25"       |
| 3  | José Joaquín Rojas Gil | Caisse d'Epargne   | + 30"       |
| 4  | Martin Elmiger         | Ag2r-La Mondiale   | + 30"       |
| 5  | Wesley Sulzberger      | Française des Jeux | + 37"       |
| 6  | Michael Rogers         | Team Columbia      | + 38"       |
| 7  | Matthew Wilson         | Team UniSA         | + 39"       |
| 8  | Mauro Santambrogio     | Lampre-N.G.C.      | + 40"       |
| 9  | Jussi Veikkanen        | Française des Jeux | + 40"       |
| 10 | Mickaël Chérel         | Française des Jeux | + 40"       |

### Classificació de la muntanya
|   | Ciclista               | Equip             | Punts |
| - | ---------------------- | ----------------- | ----- |
| 1 | Andoni Lafuente        | Euskaltel-Euskadi | 46    |
| 2 | Markel Irizar Aranburu | Euskaltel-Euskadi | 38    |
| 3 | Olivier Kaisen         | Silence-Lotto     | 24    |

### Classificació dels punts
|   | Ciclista        | Equip             | Punts |
| - | --------------- | ----------------- | ----- |
| 1 | Allan Davis     | Quick Step        | 30    |
| 2 | Graeme Brown    | Rabobank          | 24    |
| 3 | Andoni Lafuente | Euskaltel-Euskadi | 20    |

### Classificació dels joves
|   | Ciclista               | Equip              | Punts       |
| - | ---------------------- | ------------------ | ----------- |
| 1 | José Joaquín Rojas Gil | Caisse d'Epargne   | 19h 27' 29" |
| 2 | Wesley Sulzberger      | Française des Jeux | + 7"        |
| 3 | Mickaël Chérel         | Française des Jeux | + 10"       |

### Classificació per equips
|   | Equip              | País    | Temps       |
| - | ------------------ | ------- | ----------- |
| 1 | Française des Jeux | França  | 58h 22' 57" |
| 2 | Caisse d'Epargne   | Espanya | + 8"        |
| 3 | Ag2r-La Mondiale   | França  | + 11"       |

## Evolució de les classificacions
| Stage (Winner)               | Classificació general | Classificació de la muntanya | Classificació dels punts | Classificació dels joves | Classificació per equips  |
| ---------------------------- | --------------------- | ---------------------------- | ------------------------ | ------------------------ | ------------------------- |
| 0Etapa 1 (André Greipel)     | André Greipel         |                              | Olivier Kaisen           | Jacopo Guanieri          | Team Milram               |
| 0Etapa 2 (Allan Davis)       | Allan Davis           | Andoni Lafuente              | Olivier Kaisen           | José Joaquín Rojas Gil   | Rabobank                  |
| 0Etapa 3 (Graeme Brown)      | Allan Davis           | Markel Irizar Aranburu       | Stuart O'Grady           | José Joaquín Rojas Gil   | Team Columbia - High Road |
| 0Etapa 4 (Allan Davis)       | Allan Davis           | Andoni Lafuente              | Allan Davis              | José Joaquín Rojas Gil   | Française des Jeux        |
| 0Etapa 5 (Allan Davis)       | Allan Davis           | Andoni Lafuente              | Allan Davis              | José Joaquín Rojas Gil   | Française des Jeux        |
| 0Etapa 6 (Francesco Chicchi) | Allan Davis           | Andoni Lafuente              | Allan Davis              | José Joaquín Rojas Gil   | Française des Jeux        |
| 0Final                       | Allan Davis           | Andoni Lafuente              | Allan Davis              | José Joaquín Rojas Gil   | Française des Jeux        |

## Classificació de l'UCI ProTour 2009 en acabar aquesta cursa
| Posició | Posició anterior | Ciclista               | Equip              | Punts |
| ------- | ---------------- | ---------------------- | ------------------ | ----- |
| 1       | -                | Allan Davis            | Quickstep          | 122   |
| 2       | -                | Stuart O'Grady         | Team Saxo Bank     | 87    |
| 3       | -                | José Joaquín Rojas Gil | Caisse d'Epargne   | 77    |
| 4       | -                | Martin Elmiger         | Ag2r-La Mondiale   | 64    |
| 5       | -                | Wesley Sulzberger      | Française des Jeux | 50    |
| 6       | -                | Michael Rogers         | Team Columbia      | 40    |
| 7       | -                | Mauro Santambrogio     | Lampre-N.G.C.      | 20    |
| 8       | -                | Graeme Brown           | Rabobank           | 16    |
| 9       | -                | Jussi Veikkanen        | Française des Jeux | 10    |
| 10      | -                | André Greipel          | Team Columbia      | 6     |

## Equips
| País          | Codi UCI | Equip                            |
| ------------- | -------- | -------------------------------- |
| França        | ALM      | Ag2r-La Mondiale                 |
| Luxemburg     | AST      | Astana                           |
| França        | BTL      | Bbox Bouygues Télécom            |
| França        | COF      | Cofidis, le credit par telephone |
| Espanya       | EUS      | Euskaltel-Euskadi                |
| França        | FDJ      | Française des Jeux               |
| Espanya       | FUJ      | Fuji-Servetto                    |
| Espanya       | GCE      | Caisse d'Epargne                 |
| Estats Units  | GRM      | Team Garmin-Slipstream           |
| Rússia        | KAT      | Team Katusha                     |
| Itàlia        | LAM      | Lampre-N.G.C.                    |
| Itàlia        | LIQ      | Liquigas                         |
| Alemanya      | MRM      | Team Milram                      |
| Bèlgica       | QST      | Quick Step                       |
| Països Baixos | RAB      | Rabobank                         |
| Dinamarca     | SAX      | Saxo Bank - IT Factory           |
| Bèlgica       | SIL      | Silence-Lotto                    |
| Estats Units  | THR      | Team Columbia                    |

L'equip australià Team UniSA-Australia va ser l'únic equip no pertanyent a l'UCI ProTour que fou convidat a prendre part en aquesta cursa.